# ستان براون (لاعب كرة سلة)
ستان براون (27 يونيو 1929 بفيلادلفيا في الولايات المتحدة - 2 أغسطس 2009 بدوفر في الولايات المتحدة) (بالإنجليزية: Stan Brown)‏ هو لاعب كرة سلة أمريكي في مركز هجوم صغير الجسم. لعب مع فيلادلفيا ووريورز ‏.

## وصلات خارجية
- جو براون على موقع إن بي أي (الإنجليزية)
- جو براون على موقع سبورتس رفرنس (الإنجليزية)
- جو براون على موقع ريلجم (الإنجليزية)
- جو براون على موقع بروبوليرز (الإنجليزية)